# Styliola subula
Styliola subula är en snäckart som först beskrevs av Jean René Constant Quoy och Joseph Paul Gaimard 1827.  Styliola subula ingår i släktet Styliola och familjen Cavoliniidae. Inga underarter finns listade i Catalogue of Life.